# Joe Eldridge (Radsportler)
Joe Eldridge (* 16. Juni 1982) ist ein US-amerikanischer Bahn- und Straßenradrennfahrer.
Joe Eldridge begann seine Karriere 2008 bei dem US-amerikanischen Team Type 1. In seinem zweiten Jahr dort gewann er das Ride to Live Road Race. Seit der Saison 2011 besitzt seine Mannschaft eine Lizenz als Professional Continental Team. In der Saison 2012 wurde Eldridge zusammen mit Daniel Holt, Zak Kovalcik und Zack Noonan US-amerikanischer Bahnradmeister in der Mannschaftsverfolgung.
Joe Eldridge ist an Diabetes erkrankt.

## Erfolge – Bahn
2012
- US-amerikanischer Meister – Mannschaftsverfolgung (mit Daniel Holt, Zak Kovalcik und Zack Noonan)

## Teams
- 2008 Team Type 1
- 2009 Team Type 1
- 2010 Team Type 1
- 2011 Team Type 1-Sanofi
- 2012 Team Type 1-Sanofi
- 2013 Team Novo Nordisk
- 2014 Team Novo Nordisk